# Naissance en 979
Naissance
- 975
- 976
- 977
- 978
- 979
- 980
- 981
- 982
- 983

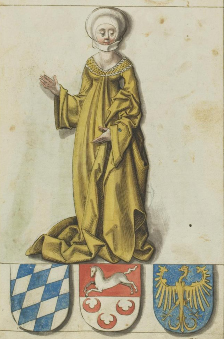
Mathilde de Germanie née en 979.

Cette page dresse une liste de personnalités nées au cours de l'année 979  :
- 29 août[1] : Otton de Vermandois, comte de Vermandois.

- Al-Muqtana Baha'uddin (en), ismaélien, chef fondateur des Druzes.
- Mathilde de Germanie, comtesse Palatine de Lotharingie.
- Estrid des Obotrites, reine de Suède.
- Fujiwara no Takaie, gouverneur régional de Kyūshū (Dazai gon no sochi).
- Ibn al-Samh, mathématicien et astronome andalou.

## Crédit d'auteurs
- Cet article est partiellement ou en totalité issu de l'article intitulé « 979 » (voir la liste des auteurs).